# امصرة (مودية)

تعديل مصدري - تعديل

امصرة هي إحدى قرى عزلة مودية بمديرية مودية التابعة لمحافظة أبين، بلغ تعداد سكانها 793 نسمة حسب تعداد اليمن لعام 2004.